# Necremnus metalarus
Necremnus metalarus är en stekelart som först beskrevs av Walker 1839.  Necremnus metalarus ingår i släktet Necremnus och familjen finglanssteklar. Arten är reproducerande i Sverige. Inga underarter finns listade i Catalogue of Life.